# Cystidia indrasana
Cystidia indrasana là một loài bướm đêm trong họ Geometridae.